# Flaga Chanty-Mansyjskiego Okręgu Autonomicznego – Jugry
Flaga Chanty-Mansyjskiego Okręgu Autonomicznego (NHR:188) zatwierdzona 14 września 1995 to prostokątny materiał o proporcjach (szerokość do długości) 1:2 składający się z dwóch równych horyzontalnych pasów (niebieskiego i zielonego) zakończonych od luźnej strony flagi białym wertykalnym pasem, którego szerokość wynosi 1/20 długości materiału. Na niebieskim pasie od strony drzewca jest umieszczony biały emblemat – "sybirska korona" – w formie heraldycznego znaku "rogi jelenia". Środek emblematu jest oddalony od górnego krańca flagi o 1/10 długości materiału i od drzewca o 1/4 długości materiału. Szerokość i wysokość emblematu wynosi odpowiednio 1/4 i 1/10 długości materiału; grubość tworzących go linii to 1/40 długości materiału.
Kolor niebieski symbolizuje wodne zasoby regionu: około 30 tys. rzek i 290 tys. jezior; zielony – symbol bezkresnej sybirskiej tajgi; biały przypomina o ostrej zimie, północnych śniegach, które pokrywają terytorium okręgu przez siedem miesięcy w roku. "Sybirska korona" – tradycyjny element ornamentów narodów Chantów i Mansów.